# Gymnodamaeus tuberculatus
Gymnodamaeus tuberculatus är en kvalsterart som först beskrevs av Bayartogtokh och Smelyansky 2004.  Gymnodamaeus tuberculatus ingår i släktet Gymnodamaeus och familjen Gymnodamaeidae. Inga underarter finns listade i Catalogue of Life.